# Agosta
Agosta é uma comuna italiana da região do Lácio, província de Roma, com cerca de 1.683 (Cens. 2001) habitantes. Estende-se por uma área de 9,48 km², tendo uma densidade populacional de 178 hab/km². Faz fronteira com Canterano, Cervara di Roma, Marano Equo, Rocca Canterano, Subiaco.

## Demografia
| Variação demográfica do município entre 1861 e 2011                               |
|                                                                                   |
| Fonte: Istituto Nazionale di Statistica (ISTAT) - Elaboração gráfica da Wikipedia |